# Piton à expansion
Pour les articles homonymes, voir Piton (homonymie).

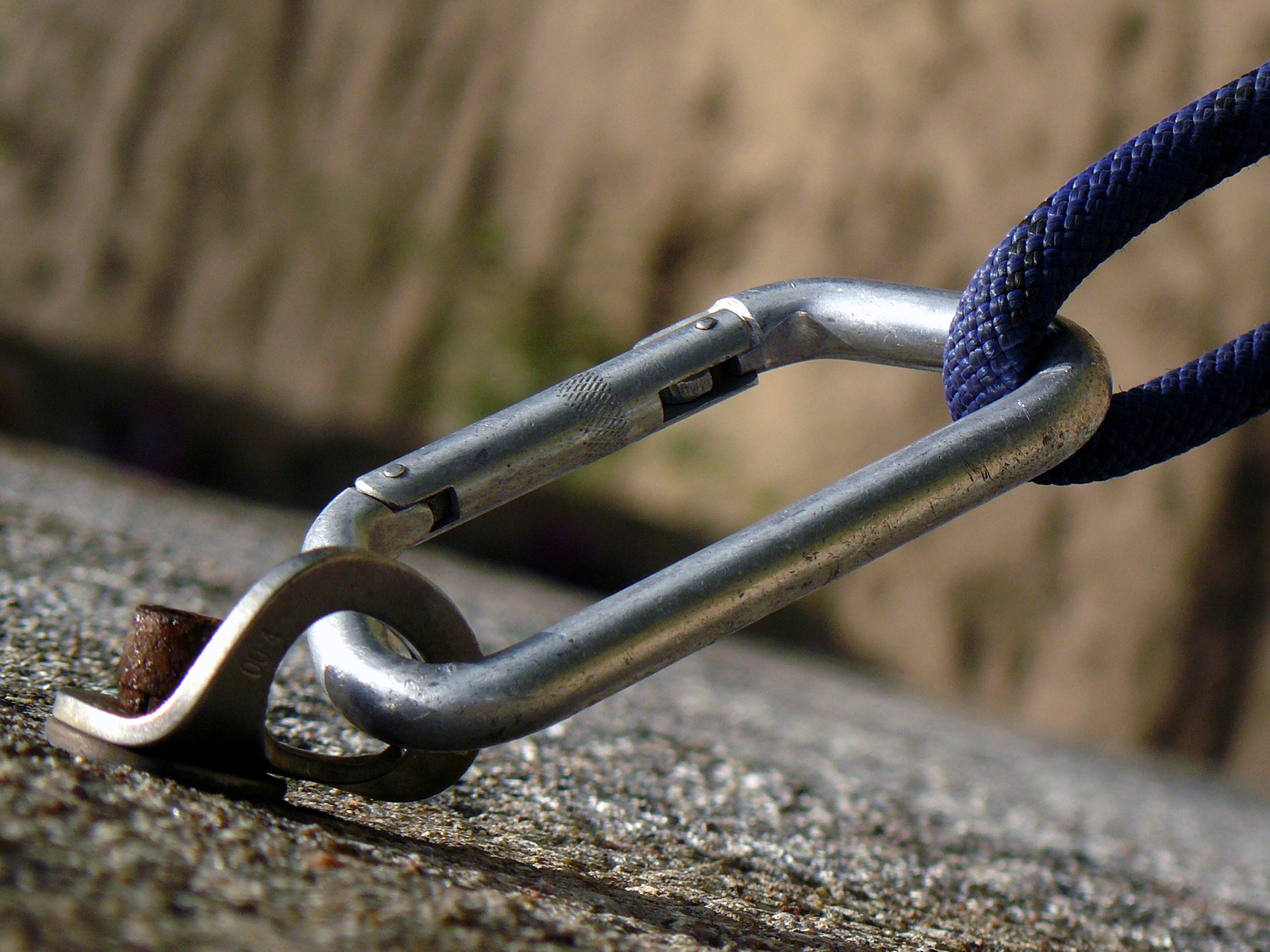
un piton à expansion dans la plaquette duquel est passé un mousqueton.

En escalade, un piton à expansion (aussi appelé spit, gollot, goujon, ou cheville) est un système d'ancrage permanent constitué d'une tige expansive, sur laquelle est généralement vissée une plaquette. Au sens strict, un piton a la forme d'une lame qui est coincée dans une fissure. Apparemment[évasif], là, on confond le mot piton avec celui de cheville. Une cheville à expansion Spit se coince dans le trou foré par percussion de la cheville sur son cône placé au fond de l'orifice. Le goujon, lui, fonctionne par vissage et expansion sur une forme oblongue, d'une collerette (en diamètre de vis de 8 mm pour la spéléologie), la cheville Spit se perce à 12 mm de diamètre sur 40 mm, et finition au tamponnoir pour obtenir un fond plat de façon que le cône ne s'enfonce pas dans le cône fait par la mèche de perforateur. La cheville HKD8[Quoi ?], Hilti, demande 35 mm de forage et possède un cône en son intérieur qu'il suffit de tamponner avec un outil idoine. Dans les trois techniques, le module de résistance dépendant du volume foré (diamètres respectivement de 12 mm (Spit), 10 mm (Hilti) et 8 mm pour les goujons) et de la profondeur, selon les caractéristiques de roches on obtient des résistances à l'ancrage très différentes. Le calcul de résistance peut se faire à partir du volume occupé par le système d'ancrage dans la roche : surface de forage et profondeur. 
Avec un piton, on perce un trou ou un anneau pour un connecteur métallique, plus récemment pour des anneaux de cordelette PEhd (Dyneema) ; avec une cheville, une plaquette fait intermédiaire, sauf à utiliser une fixation de type ACE (cordelette dyneema, passé dans un système de maintien de la forme d'une rondelle prise dans une vis, 8 mm. en spéléologie ; dans le cas d'un ancrage de type goujon, l'ACE se suffit d'un écrou qui le maintient en contact avec celui-ci. 
La tige est insérée dans un trou foré dans le rocher à l'aide d'un tamponnoir ou bien d'une perceuse à accumulateur, puis dilatée par insertion en force d'un cône métallique sur l'extrémité ou par vissage afin de la verrouiller par compression à l'intérieur du trou. On y visse ensuite la plaquette qui permet au grimpeur de passer le mousqueton ou la dégaine. 
Les pitons à expansion sont utilisés comme point d'assurance en escalade libre, comme point de progression en escalade artificielle ou comme point de relais. Dans ce dernier cas, ils sont généralement utilisés par deux et reliés par une cordelette ou une chaîne métallique s'ils sont utilisés pour le rappel ou la moulinette.

## Plaquettes

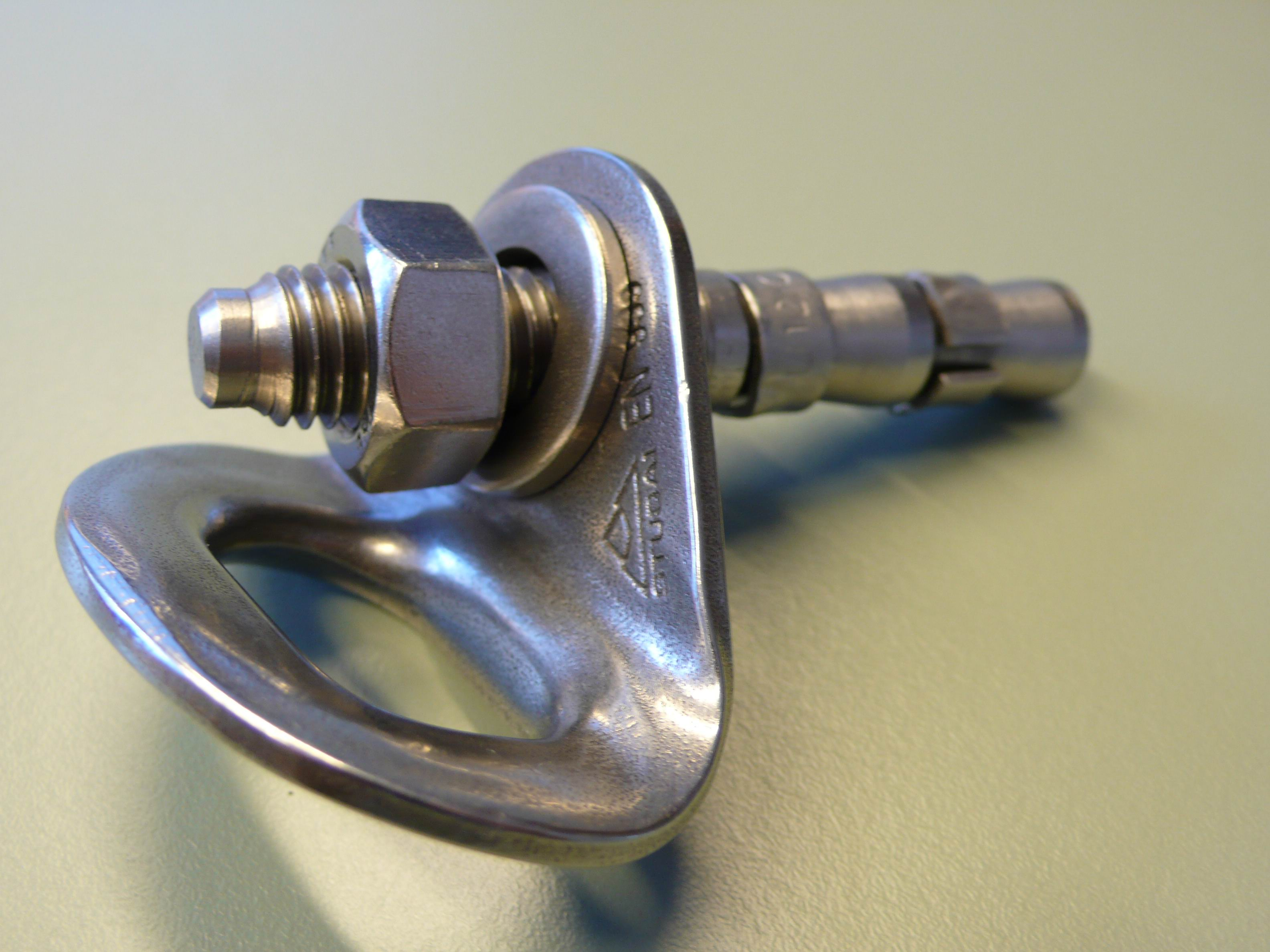
Un piton à expansion est constitué d'une tige expansive et d'une plaquette.

Les plaquettes sont des pièces de métal inoxydable incurvées (vrillées ou coudées) et portant un œil dans lequel on peut passer un mousqueton. Elles sont fixées par un écrou dans le cas d'un goujon, un boulon sur une cheville métallique à expansion placée dans un trou de 8 à 12 millimètres :
(le 8 mm est un diamètre suffisant en spéléologie, en roche fiables / progression sous amarrages, dite facteur 1 ; alors que la norme UIAA demandant 2200 daN à l'ancrage nécessitait des vis de 10mm ; la vis dite HR, acier 8x8, environ 64 daN/mm2 en 8mm. cède vers 1800 daN ; le 12mm est advenu avec les broches de scellement, et était possible en remplacement par extraction des Chevilles Spits, diamètre 12mm, forage plus profond et collage)…
trous réalisés au perforateur ou au tamponnoir avec soit cheville autoforeuse, soit mèche. La cheville porte  le nom de goujon (dans le cas où il s'agit d'une expansion sur tige de vis du diamètre du trou de perçage), ou spit (mot utilisé dans le jargon en place de cheville à expansion, Spit étant une marque, comme Hilti…). Les plaquettes peuvent être démontées, pas la cheville, ou le goujon, qui dépassera de la surface de la roche, restant en place. En 2018, se diffusent des ensembles chevilles - plaquettes plaçables et extractibles.

## Historique

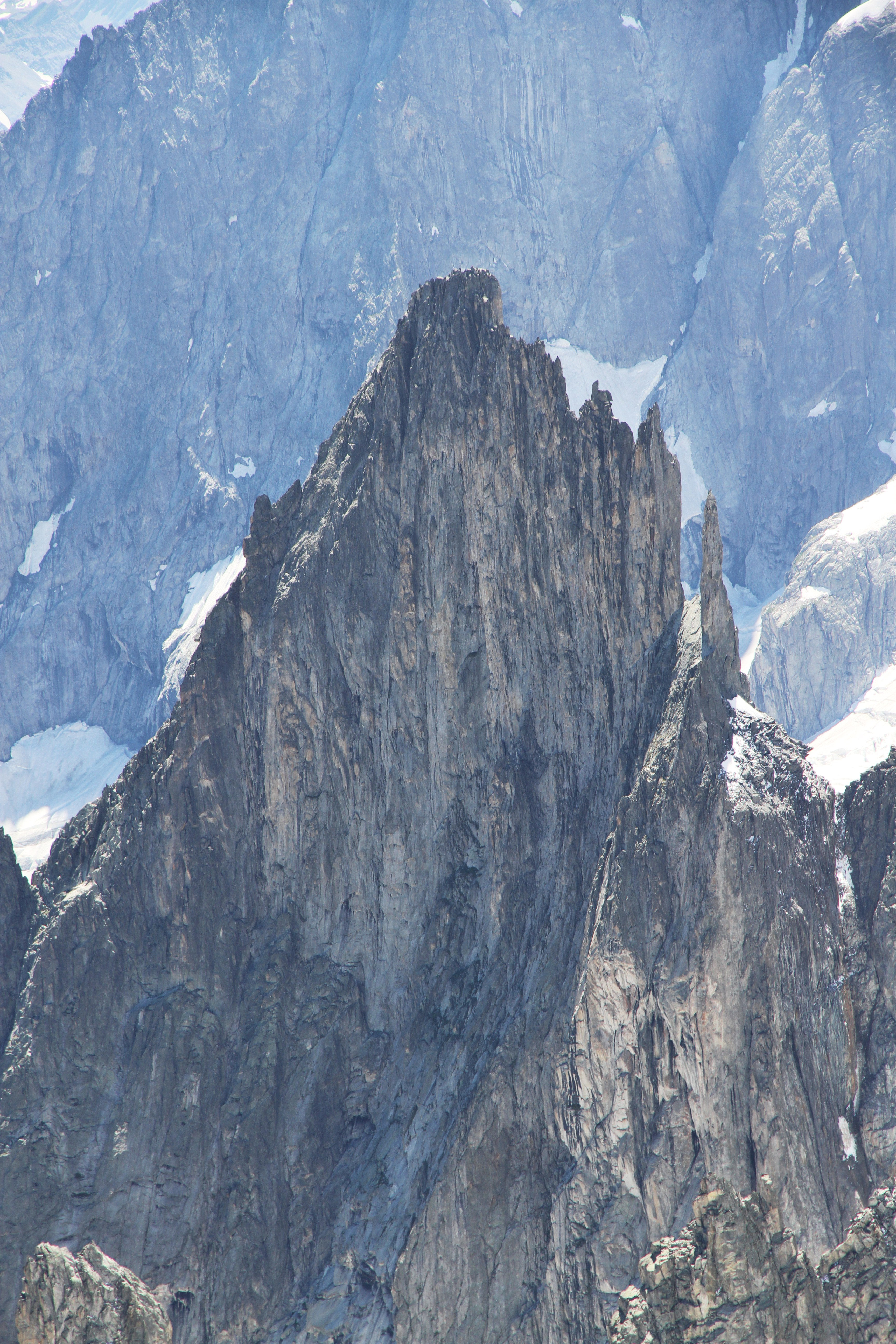
L'aiguille de la Brenva ; à droite du sommet, l'obélisque du Père éternel.

En Europe c'est le guide et fabricant de matériel de Courmayeur Laurent Grivel qui utilisa pour la première fois un piton à expansion pour la première ascension du Père éternel, une chandelle de pierre de 40 m de haut sur l'arête nord-ouest de l'aiguille de la Brenva, le 7 août 1928, accompagné de Arthur et Oswald Ottoz et d'Albin Pennard. Ils furent utilisés sporadiquement durant l'entre-deux-guerres, notamment à l'arête sud de l'aiguille Noire de Peuterey.
En 1952, lors de la première ascension de la face ouest des Drus, Guido Magnone, Lucien Bérardini, Adrien Dagory et Marcel Lainé utilisent des pitons à expansion artisanaux pour franchir en artificiel une dalle lisse surplombante et rejoindre depuis la face nord le point atteint quelques jours auparavant.

### Yosemite
Aux États-Unis, la première utilisation de pitons à expansion pour l'escalade daterait de 1939, quand Dave Brower, Raffi Bedayn, John Dyer et Bestor Robinson s'en servirent pour gravir le Shiprock.
Au Yosemite le premier piton à expansion fut probablement placé en 1940 comme protection dans Higher cathedral Spire, qui avait été gravie pour la première fois en 1934 par Jules Eichorn, Bestor Robinson et Dick Leonard. Mais leur première utilisation comme moyen de progression date de 1947 lors de tentatives d'ascension de Lost Arrow Spire par John Salathé.
Leur utilisation alimenta des controverses importantes dans les années 1960, notamment entre Warren Harding pour qui tous les moyens étaient justifiés et Royal Robbins qui militait pour une éthique stricte et qui disait : « Placer un piton à expansion devrait être un acte conscient de transgression que l'on accepte à contrecœur parce que c'est nécessaire... Le placement de gollots est un viol : vous chercherez à l'éviter partout où vous pourrez ». Cette controverse culmina avec l'ascension de Tis-sa-ack au Half Dome en 1964, pour laquelle Robbins utilisa cent expansions en se justifiant « C'était une voie qui valait la peine d'être gollotée et après un moment je commençais à y prendre une joie presque perverse » et celle en 1970 du Wall of early morning light (ou Dawn Wall : le mur de l'aube) au Capitan par Harding. En 1971, Robbins entreprit de répéter le Dawn Wall en l'« effaçant », c'est-à-dire en arrachant tous les pitons à expansion, mais rapidement, devenu admiratif des passages d'artificiel franchis par Harding, il renonça à enlever les autres : « En fait cela signifiait qu'Harding avait gagné. »
Harding se moqua de ceux qu'ils appelaient les « chrétiens de la vallée » : « Peut être confond-il l'éthique de l'alpinisme avec quelque point de morale de la prostitution... Ainsi, peut-être, une voie à 100 gollots, à savoir Tis-sa-ack (ou une fille à cent dollars la nuit) est très convenable ; mais une voie à 300 gollots (ou une fille à trois cents dollars) est choquante, immorale, ou tout ce qu'on voudra. »

### Europe occidentale
L'usage du piton à expansion se développe dans les années 1950, l'époque de l'âge d'or de l'escalade artificielle (notamment dans les Dolomites). Cet usage sera pourtant critiqué, et complètement rejeté par des alpinistes comme Walter Bonatti et Reinhold Messner pour lesquels il « tue l'impossible ». À partir des années 1970, une fois la mode des escalades artificielles « technologiques » passée (avec notamment le développement du matériel : coinceur, RURPS, copperheads, etc.), l'utilisation du spit comme protection ira de pair avec la révolution de l'escalade libre, d'abord dans les zones de dalles compactes improtégeables par des pitons ou coinceurs, puis de façon de plus en plus généralisée. Conjointement avec l'ouverture des voies du haut, leur utilisation permettant le travail systématique des passages, jusqu'au vol devenu quasiment sans risque, permit une augmentation rapide du niveau d'escalade, ainsi qu'une démocratisation de la pratique de l'escalade à partir des années 1980. Au contraire, dans les pays anglo-saxons, l'escalade traditionnelle avec utilisation minimale des spits demeura la règle.
En 1987, Jean-Baptiste Tribout ouvrit To bolt or not to be aux États-Unis (8c).